# William Jolliffe (1er baron Hylton)
William George Hylton Jolliffe, 1er baron Hylton (7 décembre 1800 – 1er juin 1876) est un homme politique, militaire et pair héréditaire britannique.

## Biographie

### Vie publique
Il est le fils du révérend William John Jolliffe, le fils de William Jolliffe, et son épouse Eleanor Hylton, fille et héritière de Sir Richard Hylton, 5e baronnet (qui a pris le nom de famille de Hylton au lieu de son patronyme Musgrave) et son épouse Anne, sœur et cohéritière de John Hylton, 18e baron Hylton de jure. Jolliffe sert d'abord dans l'armée et atteint le grade de capitaine dans le 15e Dragons. Il participe notamment aux événements de St Peter's Field à Manchester en 1819 (le " massacre de Peterloo "). En 1821, à l'âge de vingt ans, il est créé baronnet de Merstham dans le comté de Surrey.
Il sert un an en tant que haut shérif de Surrey en 1830, puis siège comme député de Petersfield de 1830 à 1832, de 1837 à 1838 et de 1841 à 1866  et sert sous le comte de Derby comme sous-secrétaire d'État pour le ministère de l'Intérieur en 1852  et comme secrétaire parlementaire du Trésor de 1858 à 1859. Il est admis au Conseil privé en 1859 et en 1866 il est élevé à la pairie en tant que baron Hylton, de Hylton dans le comté palatin de Durham et de Petersfield dans le comté de Southampton.
Jolliffe joue un seul match de première classe pour Hampshire en 1825 contre Sussex. Il marque 12 points dans le match .

### Vie privée
Lord Hylton épouse Eleanor Paget, fille de Berkeley Paget, en 1825 . Leur fils aîné, Hylton Jolliffe, est capitaine des Coldstream Guards mais est décédé du choléra pendant la guerre de Crimée. Il se remarie avec Sophia Penelope, fille de Robert Sheffield, 4e baronnet et veuve de William Fox-Strangways, 4e comte d'Ilchester, en 1867. Il est mort à Merstham House près de Reigate  le 1er juin 1876, âgé de 75 ans, et est remplacé dans ses titres par son deuxième fils survivant de son premier mariage, Hedworth Jolliffe, 2e baron Hylton . Sa petite-fille Gertrude Crawford est devenue la première commandante de la Women's Royal Air Force.

## Famille
Il épouse en premières noces, le 8 octobre 1825, Eleanor Paget (1808-1862), fille de Berkeley Paget et de Sophia Askell Bucknall. Ils ont treize enfants :
- Hylton Jolliffe (10 juillet 1826 - 4 octobre 1854), célibataire, sans enfants ;
- Eleanor Amelia Jolliffe (18 juin 1828 - 11 janvier 1894) épouse John de Blaquiere, 4e baron de Blaquiere (2 juillet 1812 - 2 janvier 1871), sans descendance ;
- Hedworth Jolliffe, 2e baron Hylton (23 juin 1829 - 31 octobre 1899) épouse en premières noces Agnes Mary Georgiana Byng (29 octobre 1833 - 8 avril 1878), dont descendance, puis, épouse en secondes noces Anne Lambert (1840 - 30 octobre 1917), sans descendance ;
- Allada Harriot Jolliffe (9 janvier 1831 - 3 mars 1908) épouse Grenville Granville Wells (1821 - 1901), dont descendance ;
- Wilhelmina Charlotte Jolliffe (22 avril 1833 - 1er février 1837, célibataire, sans enfants ;
- Julia Agnes Jolliffe (9 août 1834 - 30 décembre 1862) épouse Richard Henry Richard Howard-Vyse 24 août 1813 - 12 juin 1872), dont descendance ;
- Gilbert Hylton Jolliffe (3 août 1836 - février 1844), célibataire, sans enfants ;
- Cecil Emily Jolliffe (18 juillet 1838 - 25 février 1899), épouse William Molyneux, 4e comte de Sefton (14 octobre 1835 - 27 juin 1897), dont descendance ;
- Mary Augusta Jolliffe (1er mars 1840 - 26 septembre 1925) épouse Sir Edward Birkbeck (11 octobre 1838 - 2 septembre 1908), sans descendance ;
- William Sydney Hylton Jolliffe (27 septembre 1841 - 20 janvier 1912) épouse Gertrude Henrietta Eaton (1942 - mars 1915), dont descendance ;
- Walter Hylton Jolliffe (28 juin 1844 - 22 avril 1889), célibataire, sans enfants ;
- Montague Henry Hylton Jolliffe (16 février 1846 - 31 mars 1854), célibataire, sans enfants ;
- Spencer Hylton Jolliffe (11 janvier 1853 - 23 janvier 1902), célibataire, sans enfants.

Il épouse en secondes noces, le 8 octobre 1825, Sophia Penelope Sheffield (1820-1882), fille de Sir Robert Sheffield et de Julia Brigidia Newbolt. Ils n'ont pas d'enfants.